# Каманчі-Вілледж (Каліфорнія)
Каманчі-Вілледж (англ. Camanche Village) — переписна місцевість (CDP) в США, в окрузі Амадор штату Каліфорнія. Населення — 964 особи (2020).

## Географія
Каманчі-Вілледж розташоване за координатами 38°15′59″ пн. ш. 120°59′12″ зх. д. / 38.26639° пн. ш. 120.98667° зх. д. (38.266481, -120.986575).  За даними Бюро перепису населення США в 2010 році переписна місцевість мала площу 14,12 км², з яких 14,08 км² — суходіл та 0,04 км² — водойми.

## Демографія
Згідно з переписом 2010 року, у переписній місцевості мешкало 847 осіб у 309 домогосподарствах у складі 237 родин. Густота населення становила 60 осіб/км².  Було 344 помешкання (24/км²).
Расовий склад населення:
| - 90,0 % — білих - 1,1 % — корінних американців - 0,9 % — азіатів - 0,5 % — вихідців з тихоокеанських островів - 3,7 % — осіб інших рас |

До двох чи більше рас належало 3,9 %. Частка іспаномовних становила 14,3 % від усіх жителів.
За віковим діапазоном населення розподілялося таким чином: 24,9 % — особи молодші 18 років, 64,2 % — особи у віці 18—64 років, 10,9 % — особи у віці 65 років та старші. Медіана віку мешканця становила 38,7 року. На 100 осіб жіночої статі у переписній місцевості припадало 110,7 чоловіків;  на 100 жінок у віці від 18 років та старших — 109,2 чоловіків також старших 18 років.
Середній дохід на одне домашнє господарство  становив 86 996 доларів США (медіана — 79 150), а середній дохід на одну сім'ю — 90 651 долар (медіана — 79 800). За межею бідності перебувало 0,6 % осіб, у тому числі 3,1 % дітей у віці до 18 років та 0,0 % осіб у віці 65 років та старших.
Цивільне працевлаштоване населення становило 364 особи. Основні галузі зайнятості: роздрібна торгівля — 29,7 %, будівництво — 15,7 %, науковці, спеціалісти, менеджери — 12,6 %, виробництво — 12,4 %.